# Jean-Baptiste-Ignace-Elzéar de Sinety de Puylon
Jean-Baptiste-Ignace-Elzéar de Sinety de Puylon, né le 13 mars 1703 à Apt, mort le 14 avril 1779 à Marseille, est un militaire et homme de lettres français.

## Biographie
D'une famille noble de Provence, il est le frère du marquis André-Louis de Sinety et l'oncle d'André-Marie de Sinety.
Page et gentilhomme de la duchesse de Berry, il suit la carrière des armes et devient cornette en 1715 et capitaine de cavalerie dans le régiment de Turenne en 1723, puis au régiment d'Orléans. Commissaire général ordonnateur de la marine à Marseille, il est fait chevalier de l'ordre royal et militaire de Saint-Louis en 1743.
Membre de l'Académie de Marseille et ami de Pauline de Simiane, il se consacre également aux lettres.
Il épouse en 1737 Victoire d'Escalis. De leur union naissent trois fils et au moins une fille:
- Marie Catherine Lucie de Sinéty, qui épouse à Toulon en 1777 Charles Toussaint Joseph François de Paule Barentin[1]

- André-Louis-Esprit de Sinety de Puylon
- Mgr Toussaint-Alphonse-Marie de Sinety.